# Papposz-tétel
A Papposz-tétel a projektív geometria fontos tétele. Azt mondja ki, hogy ha egy egyenesen felveszünk három pontot, {\displaystyle A}-t, {\displaystyle B}-t és {\displaystyle C}-t, és egy másik egyenesen is felveszünk három pontot, {\displaystyle A'}-t, {\displaystyle B'}-t és {\displaystyle C'}-t, akkor az {\displaystyle AB'} és az {\displaystyle A'B} egyenes metszete, a {\displaystyle BC'} és a {\displaystyle B'C} egyenes metszete meg az {\displaystyle AC'} és az {\displaystyle A'C} metszete egy egyenesre esik.
A tétel a testre épített projektív geometriákban teljesül. Ha a koordináták más ferdetestből valók, akkor nem érvényes.  A Pascal-tétel speciális esete, ahol a kúpszelet két egyenesre redukálódik.
Duálisan, ha {\displaystyle a}, {\displaystyle b} és {\displaystyle c} egy ponton mennek át, és {\displaystyle a'}, {\displaystyle b'} és {\displaystyle c'} is egy ponton mennek át, akkor az {\displaystyle a\cap b'} pontot az  {\displaystyle a'\cap b} ponttal összekötő egyenes, a {\displaystyle b\cap c'} pontot a {\displaystyle b'\cap c} ponttal összekötő egyenes meg a az {\displaystyle a\cap c'} pontot az  {\displaystyle a'\cap c} ponttal összekötő egyenes egy ponton megy át.
A Papposz-konfigurációt olyan egyenesek és pontok alkotják, amik a tételben szerepelnek. 9 pontot, 9 egyenest tartalmaz, és önduális. Illeszkedési gráfja egy 18 csúcsú és 27 élű távolságreguláris páros gráf.

## Ekvivalens alakjai
A Papposz-tétel és duálisának a következő ekvivalens megfogalmazásai ismertek:
- Ha egy hatszög csúcsai felváltva két egyenes valamelyikére illeszkednek, akkor a szemközti oldalpárok metszetei egy egyenesre illeszkednek.[2]
- Tekintsük a következő mátrixot:

{\displaystyle {\begin{Vmatrix}A&B&C\\A'&B'&C'\\X&Y&Z\end{Vmatrix}}}
Ha ebben a mátrixban az első két sor és a hat diagonális egy egyenesre illeszkedik, akkor a harmadik sor is. Vagyis, ha {\displaystyle ABC}, {\displaystyle A'B'C'}, {\displaystyle AB'Z}, {\displaystyle BC'X}, {\displaystyle CA'Y}, {\displaystyle XB'C}, {\displaystyle YC'A}, és {\displaystyle ZA'B} egyenesek, akkor {\displaystyle XYZ} is egyenes. A megfordításához az egyenesek vonalkoordinátáit kell beírni.
- Adva legyen két egyenes, rajtuk három-három kijelölt ponttal. Ha ezeket párba állítjuk, akkor a nem párba állított pontokat összekötő egyenesek metszéspontjai egy egyenesre esnek.[4]
- Ha {\displaystyle AB}, {\displaystyle CD} és {\displaystyle EF} egy ponton mennek át, és {\displaystyle DE}, {\displaystyle FA} és {\displaystyle BC} is egy ponton mennek át, akkor {\displaystyle AD}, {\displaystyle BE} és {\displaystyle CF} is egy ponton mennek át.[3]

## Bizonyítása
A Papposz-tétel bizonyítása ekvivalens a duálisával. Ehhez koordinátageometriai eszközöket használunk.
Válasszuk a koordináta-rendszert úgy, hogy C=(1,0,0), C'=(0,1,0), X=(0,0,1), A=(1,1,1) legyen. Ekkor AC, AC', AX egyenlete: x_2=x_3, x_1=x_3, x_2=x_1. Ekkor B=(p,1,1), B'=(1,q,1), Y=(1,1,r), ahol p, q, r nullelemtől és egységelemtől különböző testelemek. Ekkor XB, C'B', CY egyenletei rendre x_1=px_2, x_2=qx_3, x_3=rx_1. Ezek akkor és csak akkor mennek át egy ponton, ha pqr=1. A feltétel szerint CB', C'B és XY egy ponton mennek át, ha x_2=qx_1, x_1=px_3, x_3=rx_2 és qpr=1. Mivel a test kommutatív, ezért qpr=pqr=1.
A bizonyítás nem működik kommutativitás nélkül. Felvetődik a kérdés, hogy nincs-e más bizonyítás, ami kiterjeszti a tétel érvényességét más síkokra is. Gerhard Hessenberg német matematikus belátta, hogy a Papposz-tételből levezethető a Desargues-tétel. Általában, a Papposz-tétel ekvivalens azzal, hogy a projektív geometria kommutatív testre épített. Nem teljesül nem kommutatív ferdetestekre épített terekben, vagy nem Desargues-síkokon.